# 아이라 잭스

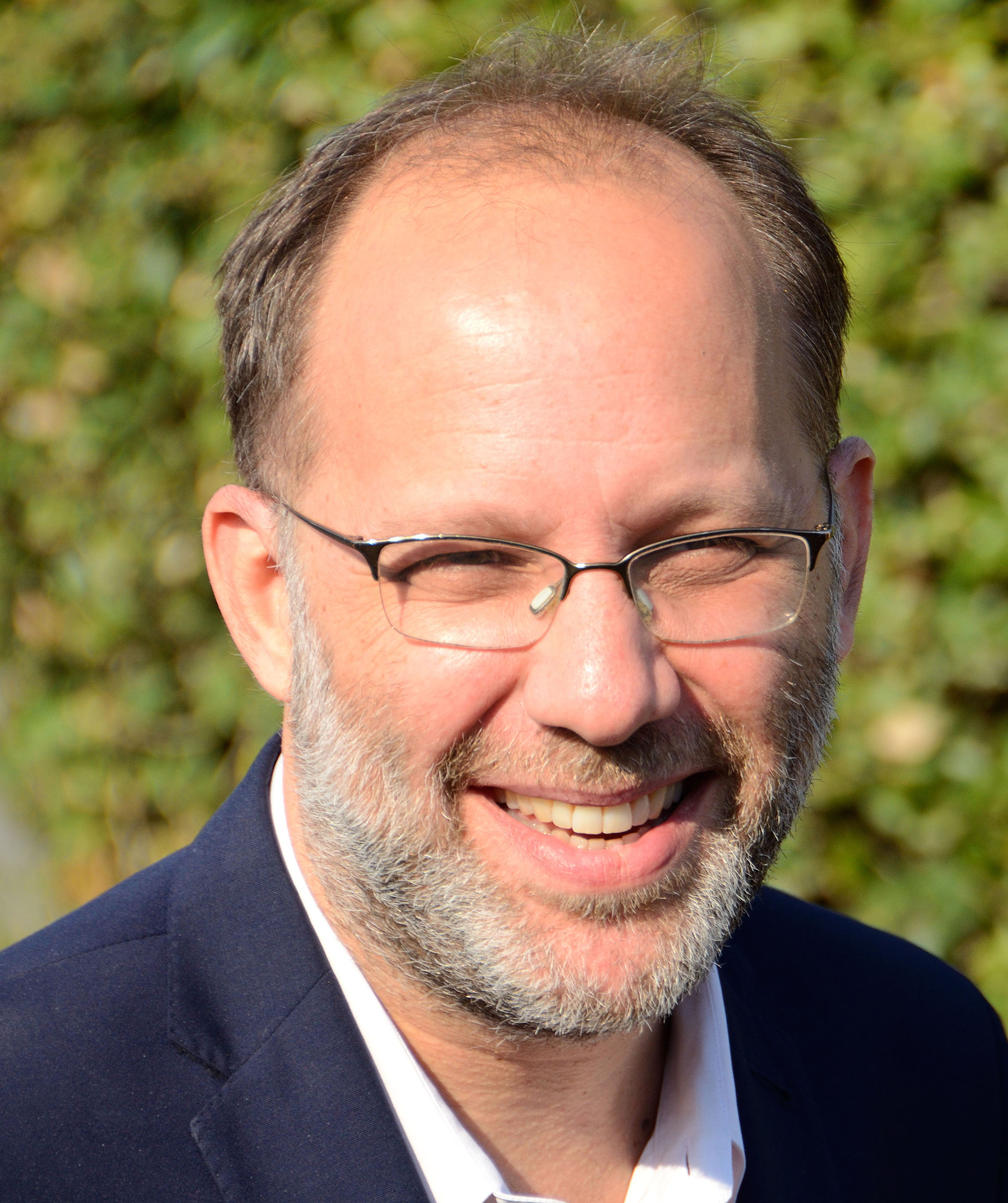
아이라 색스

아이라 색스(Ira Sachs, 영어 발음: /sæks/, 1965년 11월 21일 ~ )는 미국의 영화 제작자이다.

## 참여 작품

### 감독
- 델타 (영화)
- 로라 (2005년 영화)
- 결혼 생활
- 라잇 온 미
- 러브 이즈 스트레인지
- 리틀 맨 (2016년 영화)
- 프랭키 (영화)
- 패시지스